# Metrolinie 4 (Montreal)
| Streckenlänge: | 4,25 km              |                                    |                                    |
| Spurweite: | 1435 mm (Normalspur) |                                    |                                    |
| Stromsystem: | 750 =                |                                    |                                    |
| |                      |                                    |                                    |
| \| \| \| Kehranlage \| \| \| \| Berri-UQAM \| \| \| \| zu den Linien 1 und 2 \| \| \| \| Sankt-Lorenz-Strom \| \| \| \| Jean-Drapeau \| \| \| \| Chenal Le Moyne \| \| \| \| Longueuil–Université-de-Sherbrooke \| \| \| \| Kehranlage \| |                      |                                    |                                    |
| |                      | Kehranlage                         |                                    |
| U-Bahn-Turmbahnhof mit Tunnelstrecke (im Tunnel) |                      | Berri-UQAM                         | Berri-UQAM                         |
| U-Bahn-Abzweig geradeaus und nach links (im Tunnel) |                      | zu den Linien 1 und 2              | zu den Linien 1 und 2              |
| U-Bahn-Strecke unter Wasserlauf (im Tunnel) |                      | Sankt-Lorenz-Strom                 | Sankt-Lorenz-Strom                 |
| U-Bahn-Bahnhof (im Tunnel) |                      | Jean-Drapeau                       | Jean-Drapeau                       |
| U-Bahn-Strecke unter Wasserlauf (im Tunnel) |                      | Chenal Le Moyne                    | Chenal Le Moyne                    |
| U-Bahn-Bahnhof (im Tunnel) |                      | Longueuil–Université-de-Sherbrooke | Longueuil–Université-de-Sherbrooke |
| |                      | Kehranlage                         |                                    |

Die Linie 4, auch „Gelbe Linie“ (französisch Ligne jaune) genannt, ist eine von vier U-Bahn-Linien der Metro Montreal und zugleich die kürzeste. Sie ist 4,25 km lang und zählt drei Stationen. In Betrieb genommen wurde sie im Jahr 1967.
Die Linie verbindet das Arrondissement Ville-Marie in Montreal mit der Stadt Longueuil am gegenüberliegenden Ufer des Sankt-Lorenz-Stroms. Erschlossen wird auch die im Strom gelegene Île Sainte-Hélène. Die einzige Umsteigemöglichkeit zum übrigen Metronetz besteht an der westlichen Endstation Berri-UQAM zur Linie 1 (Grüne Linie) und zur Linie 2 (Orange Linie). Die östliche Endstation Longueuil–Université-de-Sherbrooke erschließt einen Campus der Université de Sherbrooke und ist darüber hinaus Standort eines bedeutenden Busbahnhofs, der von über 60 Buslinien angefahren wird.

## Geschichte
Als der Montrealer Stadtrat im November 1961 den Bau des Metro-Grundnetzes beschloss, war die Linie 4 zunächst gar nicht vorgesehen. Ein Jahr später erhielt Montreal jedoch den Zuschlag für die Ausrichtung der Weltausstellung Expo 67. Um das Ausstellungsgelände auf zwei Inseln im Sankt-Lorenz-Strom zu erschließen und den rasch wachsenden Vorort Longueuil anzubinden, wurde der Bau der (letztlich nie verwirklichten) Linie 3 zurückgestellt und man zog stattdessen die Linie 4 vor. Die Eröffnung der Linie erfolgte am 31. März 1967. In den ersten vier Wochen diente die Zwischenstation auf der Île Sainte-Hélène lediglich den Bauarbeitern auf der Expo-Ausstellungsgelände. Sie wurde schließlich am 28. April 1967, am Tag nach der offiziellen Expo-Eröffnung, in Betrieb genommen.

## Ausbauplanungen
Im April 2008 schlug die Stadtverwaltung Montreals eine Reihe von Angebotsverbesserungen und Verlängerungen der Metro vor. Da die Linie 1 zwischen den Stationen Berri-UQAM und McGill in Spitzenzeiten stark beansprucht wird, soll die Linie 4 dorthin verlängert werden, um diesen Abschnitt zu entlasten.
Die Agence métropolitaine de transport veröffentlichte im Dezember 2011 die Studie Vision 2020. Gemäß dieser soll die Linie 4 weiter in die Stadt Longueuil hinein geführt werden, bis zum Boulevard Rolland-Therrien. Die sechs neuen Stationen würden dabei Wohngebiete, Einkaufszentren und mehrere Schulen anbinden.